# La Marque du tueur
Pour plus de détails, voir Fiche technique et Distribution.
La Marque du tueur (殺しの烙印, Koroshi no rakuin, litt. « La Marque du meurtre ») est un film japonais réalisé par Seijun Suzuki et sorti en 1967. Il se caractérise par son intrigue épurée, sans aucun code narratif, dans un Tokyo fantomatique, composé de rues désertes et d'appartements vides, et apparaît comme un collage surréaliste fonctionnant par associations d'images. Échec critique et commercial total lors de sa sortie, il vaut à Suzuki de se faire licencier sans ménagement par la Nikkatsu. En réponse, il poursuit le studio en justice, avec succès, pour les conditions insoutenables de réalisation du film, et obtient le soutien de groupes d'étudiants, de cinéastes partageant les mêmes idées et du grand public, provoquant une controverse majeure dans toute l'industrie cinématographique japonaise. Suzuki est mis sur liste noire et ne réalise pas d'autre long métrage pendant une décennie, mais devient une icône de la contre-culture au Japon.
Le film raconte l'histoire de Gorō Hanada (Joe Shishido), le tueur à gages Numéro 3 de la pègre japonaise, qui enchaine les contrats avec succès. Il est un jour recruté par une mystérieuse femme nommée Misako (Annu Mari (en)) pour une mission apparemment impossible : tuer un homme avec un délai de 3 secondes pour ajuster sa visée et sur une zone de tir de 5 centimètres autour de son cœur. Lorsque la mission échoue à cause d'un papillon qui se pose devant sa lunette au moment du tir, il devient la cible du mystérieux Numéro 1 qui veut s'amuser à détruire sa santé mentale avant de le tuer.
La Nikkatsu lance le projet du film en tant que série B à petit budget. Jugeant le scénario original « inapproprié », le studio fait appel à Seijun Suzuki pour le réécrire et le réaliser en un temps très limité : une semaine pour la préproduction, 25 jours pour le tournage et trois jours pour la postproduction. La date de sortie est même déjà fixée. Le scénario est alors attribué à Hachirō Guru (ja), un collectif composé de Suzuki et de sept autres scénaristes, dont ses fréquents collaborateurs Takeo Kimura et Atsushi Yamatoya. N'utilisant pas de storyboard, Suzuki propose bon nombre de ses idées la veille au soir ou directement sur le plateau pendant la période de tournage, et est à l'écoute de celles de ses collègues. Il laisse ses acteurs jouer leurs rôles comme ils l'entendent et n'intervient que lorsqu'ils « font fausse route ». Suzuki donne au film un aspect satirique, visuellement éclectique et avec un penchant anarchique, alors que le studio l'avait auparavant mis en garde avec ses films précédents qui devenaient de plus en plus incompréhensibles. Le montage du film de 1h30 est réalisé en une seule journée grâce à la méthode de Suzuki consistant à ne filmer que les images nécessaires. Le trop court délai accordé à Suzuki pour faire le film est tel que la post-production n'est terminée qu'un jour avant sa sortie en salles le 15 juin 1967.
Dans les années 1980, La Marque du tueur acquiert le statut de film culte à l'international. Les critiques et cinéphiles le considèrent aujourd'hui comme un chef-d'œuvre de l'absurde. Il est cité comme influence par des cinéastes majeurs tels que Jim Jarmusch, John Woo, Park Chan-wook, Quentin Tarantino et Nicolas Winding Refn, ainsi que par le compositeur John Zorn. Il inspire une version en roman porno réalisée par Yamatoya, Le Piège de la luxure (ja), et une suite en 2001, Pistol Opera, réalisée par Suzuki pour la Nikkatsu. La société organise également deux grandes rétrospectives de sa carrière en signe de réconciliation.

## Synopsis
Gorō Hanada (Joe Shishido), le tueur Numéro 3 dans la hiérarchie de la pègre japonaise, et sa femme, Mami, s'envolent pour Tokyo où ils sont accueillis par Kasuga, un ancien tueur à gages devenu chauffeur de taxi et alcoolique. Hanada accepte d'aider ce dernier à revenir dans le monde criminel, et les trois se rendent dans un club appartenant au patron des yakuza, Michihiko Yabuhara. Les deux hommes sont embauchés pour escorter un client du port de Sagami à Nagano pour 5 millions de yens. Après la rencontre, Yabuhara tente de séduire Mami.
Conduisant leur client vers sa destination, la voiture tombe dans une embuscade. Alors que Hanada garde son sang froid et élimine les attaquants un par un, Kasuga panique et fonce sans se protéger sur Kō, le tueur Numéro 4. Il se fait abattre facilement mais, par un dénouement surréaliste, avait réussi à blesser mortellement Kō qui s'effondre alors. Hanada s'éloigne ensuite du client pour récupérer la voiture de Kō mais entend trois coups de feu venant de la zone où son client attend. Se précipitant, il le trouve sain et sauf, tandis que trois hommes sont à terre avec chacun une balle dans le front. Ils reprennent leur route et tombent dans une nouvelle embuscade. Hanada tue d'autres hommes armés et commence un duel avec Sakura, le tueur Numéro 2. Il réussit à mettre le feu dans le bâtiment où celui-ci est retranché et il sort en feu en courant et en hurlant avant que le client ne l'abatte lui-même.
Une fois la mission terminée, Hanada tombe en panne en voiture sous une pluie battante. Misako, une femme mystérieuse avec des pulsions suicidaires, le récupère en décapotable (alors qu'il pleut). Rentré chez lui, il fait l'amour sauvagement avec sa femme Mami, alimenté par le fétichisme de Hanada pour l'odeur du riz bouilli.

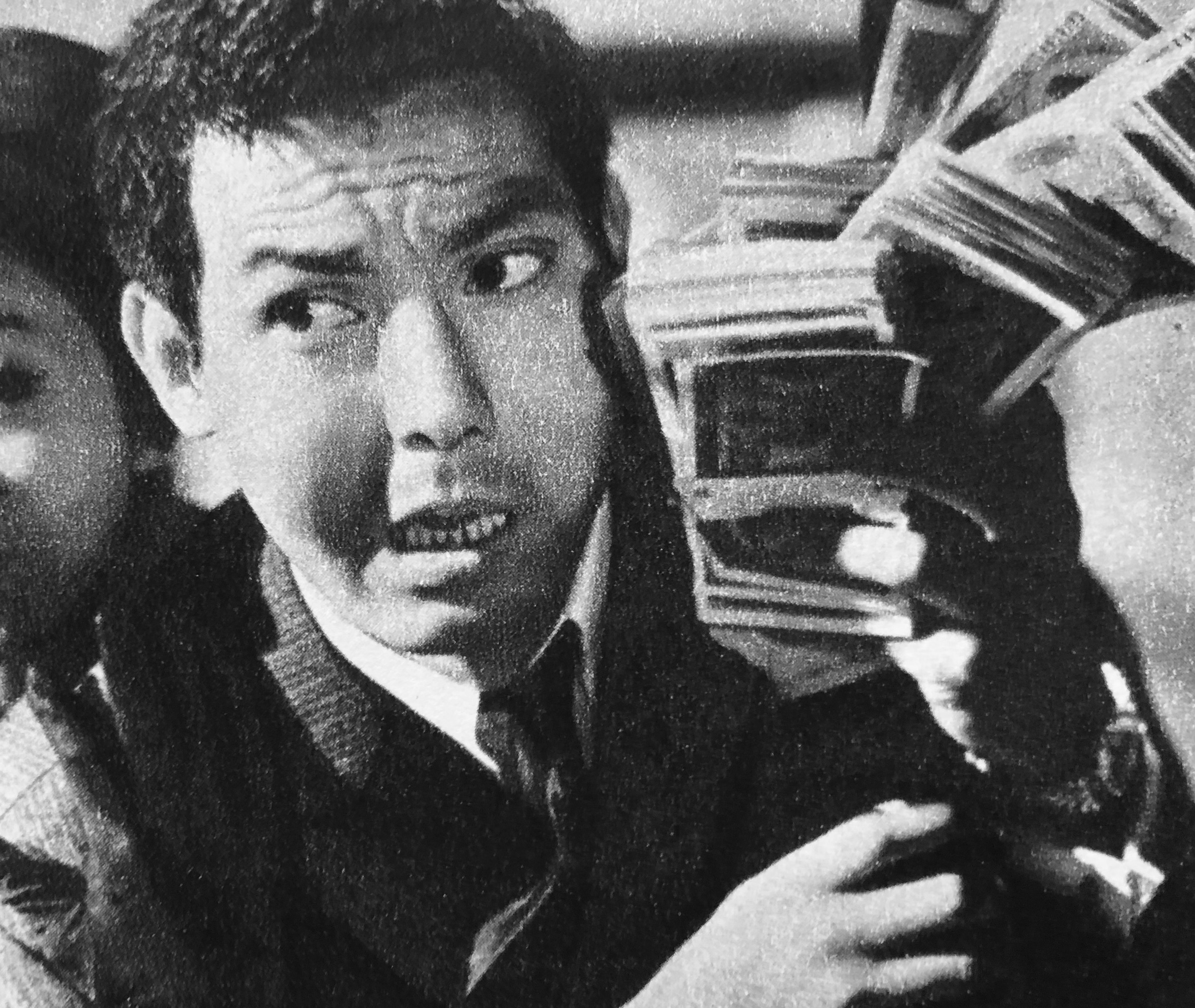
Joe Shishido, qui joue le tueur Numéro 3.

Yabuhara engage ensuite Hanada pour éliminer trois hommes. Hanada abat le premier avec un fusil à lunette en tirant depuis un panneau publicitaire et le second en tirant dans une canalisation au moment où il se penche au-dessus de son évier. Le troisième est plus complexe. Il pénètre directement dans le bureau où il travaille à l'intérieur d'une tour, abat ses hommes de main avant de l'éliminer, puis s'échappe par la fenêtre en grimpant sur un ballon publicitaire avant l'arrivée de la police. Misako le retrouve et lui impose un contrat quasi impossible : celui de tuer un étranger dans un délai de 3 secondes et sur une zone de tir de 5 centimètres autour de son cœur. Pendant la mission, un papillon se pose devant sa lunette juste au moment du tir, ce qui lui fait manquer sa cible et tuer une passante. Misako avertit Hanada qu'il va perdre son rang de Numéro 3 et être éliminé à son tour. De retour chez lui, il se prépare à quitter le Japon lorsque sa femme sort un pistolet et l'abat, avant de mettre le feu à l'appartement et s'enfuir. Hanada n'est cependant pas mort car sa boucle de ceinture a arrêté la balle et il s'échappe en sautant du balcon.
Il croise la route de Misako qui l'accueille chez elle dans son appartement dont les murs sont tous recouverts de papillons séchés. À l'intérieur, ils s'engagent dans une relation faite de séduction et de violence. Il tente sans succès de la séduire mais elle refuse et n'accepte que lorsqu'il la menace de mort. Par la suite, il se rend compte qu'il aime Misako et est incapable de la tuer. Confus, il erre dans les rues et perd connaissance. Le lendemain, il retrouve Mami au club de Yabuhara. Elle essaie de le séduire, puis simule l'hystérie et lui dit qu'Yabuhara lui a ordonné de le tuer. Elle lui dit également que les trois hommes qu'il a éliminé avaient volé des diamants à l'organisation, et que l'étranger était un enquêteur envoyé par le fournisseur. Imperturbable, Hanada la tue, se saoule et attend le retour de Yabuhara chez lui. Mais ce-dernier s'écroule sur sa porte, mort d'une balle dans le front.
Hanada retourne à l'appartement de Misako, où un film projeté la montre ligotée et torturée parce qu'elle n'a pas tué Hanada. À la fin du film, un homme lui donne rendez-vous sur une jetée et annonce que des hommes l'y attendront pour le tuer. Malgré le danger, Hanada se soumet à la demande, mais réussit à tuer les assassins à la place. L'ancien client arrive, se révélant être le légendaire tueur Numéro 1. Il a l'intention de tuer Hanada mais, en remerciement pour son travail du début, lui accorde une trêve. Alors que Hanada se cache dans l'appartement de Misako, Numéro 1 s'amuse à le narguer avec des appels téléphoniques menaçants et lui interdit de quitter l'appartement sous peine de l'abattre. Harcelé, cloîtré, privé de sommeil par les appels et sous menace permanente de mort, la santé mentale de Hanada commence a sérieusement se détériorer. Finalement, Numéro 1 emménage avec Hanada pour continuer à le pousser à bout. Ils se fixent des heures pour manger, dormir et, parfois, s'attachent les mains entre eux. Numéro 1 suggère un jour d'aller manger au restaurant, mais part aux toilettes pendant le repas. Ne voulant pas le perdre de vue, Hanada le rejoint sur place et découvre son secret : il dissimule en permanence son visage défiguré.
À l'appartement, Hanada trouve une note et un autre film de Numéro 1, indiquant qu'il l'attendra dans une salle de boxe avec Misako. Arrivé sur place, il ne trouve personne, mais lorsqu'il s'apprête à partir, un enregistrement audio explique que Numéro 1 épuise ses cibles avant de les tuer. Enroulant un bandeau autour de son front, Hanada monte sur le ring de boxe. Numéro 1 apparaît alors et lui tire dessus. De façon inexplicable, le bandeau arrête la balle et Hanada riposte et réussit finalement à tuer Numéro 1. Debout au milieu du ring, il se déclare triomphalement nouveau Numéro 1. Il abat instinctivement Misako qui débarque soudainement. Il continue alors à proclamer son nouveau statut puis tombe hors du ring.

## Fiche technique
- Titre : La Marque du tueur
- Titre original : 殺しの烙印 (Koroshi no rakuin?)
- Titre anglais : Branded to Kill
- Réalisation : Seijun Suzuki
- Assistant réalisation : Masami Kuzuu
- Scénario : Hachirō Guru (ja)[1]
- Musique : Naozumi Yamamoto
- Photographie : Kazue Nagatsuka (ja)
- Décors : Motozō Kawahara
- Montage : Akira Suzuki (ja)
- Production : Kaneo Iwai et Takiko Mizunoe
- Société de production : Nikkatsu
- Pays de production :  Japon
- Langue originale : japonais
- Format : noir et blanc - 2,35:1 (cinémascope) - son mono - 35 mm
- Genre : drame, film noir
- Durée : 91 minutes
- Date de sortie :
  - japon : 15 juin 1967[8]

## Distribution

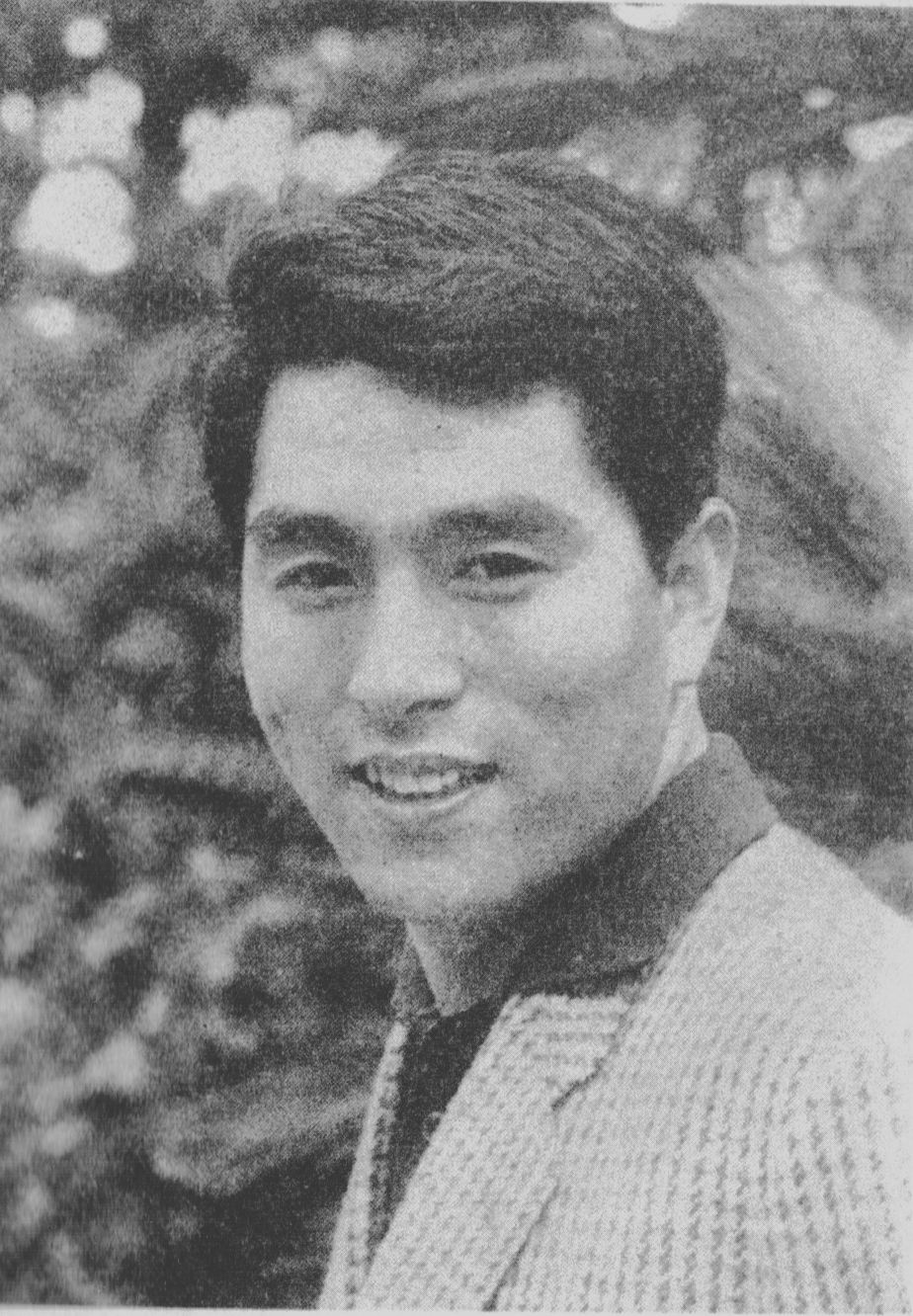
Hiroshi Minami, qui joue un ancien tueur à gages devenu alcoolique.

- Joe Shishido : Gorō Hanada, le tueur Numéro 3. Un tueur à gages fétichiste de l'odeur du riz bouilli. Il est employé par les yakuzas jusqu'à ce qu'il rate une cible à cause d'un papillon qui se pose devant la lunette de son fusil au moment de son tir. Il est rétrogradé de son rang et devient la cible du Numéro 1. Il consomme de plus en plus d'alcool et devient paranoïaque. Shishido était considéré comme le visage des films de Suzuki, en partie en raison de leurs fréquentes collaborations, qui sont parmi les plus importantes de leurs carrières. Après un succès médiocre dans les mélodrames de la Nikkatsu, il se fait opérer des joues pour se les faire artificiellement gonfler. Il connaît ensuite un énorme succès dans des rôles d'antagonistes et, peu de temps après, devient une star[9].
- Kōji Nanbara (en) : le tueur Numéro 1. Un tueur à gages entouré de mystères dont l'existence même est sujet à caution. Il emploie incognito les yakuzas pour avoir des gardes du corps. Plus tard, il réapparaît dans l'intention de tuer Hanada, le piégeant tout d'abord dans un appartement, puis emménageant avec lui, avant leur confrontation finale dans une salle de boxe.
- Isao Tamagawa (en) : Michihiko Yabuhara. Un chef yakuza qui engage Hanada et drague sa femme. Lorsqu'il découvre que des personnes le volent dans son trafic de diamants, il charge Hanada d'éliminer les coupables, avant de l'ajouter lui-même à la liste des personnes à éliminer. Lors de son ultime apparition, il a pris balle dans la tête.
- Annu Mari (en) : Misako Nakajo. Une femme fatale avec un penchant pour les papillons et les oiseaux morts. Elle récupère Hanada dans sa décapotable lorsque sa voiture tombe en panne sous la pluie. Suivant les ordres de Yabuhara, elle l'engage pour tuer un étranger. Elle tente elle-même de tuer Hanada mais tombe amoureuse de lui, ce qui provoque sa capture et son utilisation comme appât par Numéro 1. Mari dira qu'elle avait des envies suicidaires au moment où elle a lu le scénario pour la première fois et que le personnage l'a captivée. « J'adorais son nom, mais c'est sa deuxième ligne de dialogue « Mon rêve est de mourir » qui a eu un impact profond sur moi. Ça été comme un éclair[10] ».
- Mariko Ogawa : Mami Hanada. La femme de Hanada qui a une prédilection à se promener nue dans l'appartement. Peu de temps après avoir rencontré Yabuhara, elle entame une liaison avec lui. Lorsque la carrière de son mari tourne mal, elle tente de le tuer et s'enfuit - pour plus tard le retrouver au club de Yabuhara. C'est la seule apparition au cinéma de Mariko Ogawa[11].
- Hiroshi Minami (en) : Ancien tueur à gages renommé qui a perdu son sang-froid et s'est mis à boire. Après avoir présenté Hanada à Yabuhara, il rejoint le premier pour une dangereuse mission de chauffeur. Ses nerfs craquent dans l'action et il charge l'adversaire sans se protéger.
- Atsushi Yamatoya : Kō, le tueur Numéro 4.

## Production

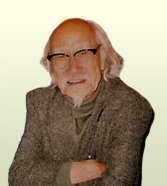
Seijun Suzuki

La Nikkatsu conçoit La Marque du tueur comme un film de tueur à gages à petit budget, un sous-genre des films de yakuza produits par le studio. Son calendrier de tournage des séries B est appliqué, une semaine pour la préproduction, 25 jours pour le tournage et trois jours pour la postproduction. Le budget est fixé à environ 20 millions de yens. Peu de temps avant le début du tournage, la date de sortie est déjà décidée. Le scénario est cependant jugé « inapproprié » par le siège social et le studio charge Seijun Suzuki de le réécrire. Le directeur Kyūsaku Hori lui confie avoir dû le lire deux fois avant de le comprendre. Suzuki suggère d'abandonner le script actuel mais reçoit l'ordre de continuer. La réécriture est faite avec son collaborateur fréquent Takeo Kimura et six assistants réalisateurs, dont Atsushi Yamatoya (qui joue également le tueur Numéro 4). Les huit hommes travaillaient sous le nom de plume commun de Hachirō Guru (ja) (« Groupe des Huit ») depuis le milieu des années 1960. La Nikkatsu a pour projet de faire de Joe Shishido une star et l'affecte au film et précise que le scénario doit être écrit dans ce but. Le film contiendra également sa première scène de nu. Pour le premier rôle féminin, Suzuki veut au départ Kiwako Taichi, un nouveau talent de la célèbre troupe de théâtre Bungakuza, mais elle est occupée sur un autre film. À la place, il choisit Annu Mari (en), une autre nouvelle actrice ayant travaillé dans les music-halls de la Nikkatsu. Lors du l'audition du rôle de la femme de Hanada, Suzuki choisit Mariko Ogawa qui n'appartient pas au studio car aucune des actrices sous contrat ne ferait de scènes de nu.
Suzuki n'utilise pas de storyboard et déteste la planification préalable. Il préfère proposer des idées la veille au soir ou sur le plateau car il estime que la seule personne qui doit savoir ce qui va se passer est le réalisateur. Il estime également que c'est une inspiration soudaine qui fait le film. Un exemple est l'ajout de l'habitude de renifler le riz de Hanada. Suzuki expliquera qu'il voulait présenter un tueur typiquement « japonais », « S'il aurait été italien, il aurait été excité par les macaronis, non ? ». Il félicite Shishido pour sa volonté similaire de rendre les scènes d'action aussi physiques et intéressantes que possible. En dirigeant ses acteurs, Suzuki les laisse jouer leurs rôles comme ils l'entendent et n'intervient que lorsqu'ils « font fausse route ». Pour les scènes de nu, les acteurs portent du maebari (ja) (ruban adhésif spécial) sur leurs parties génitales conformément aux pratiques de censure en vigueur. Le montage du film est fait en une seule journée grâce à la méthode de Suzuki consistant à ne filmer que les images nécessaires. Il avait en effet pris cette habitude pendant ses années de travail comme assistant réalisateur à la Shōchiku alors que la pellicule se faisait rare d'ans l'après-guerre. La postproduction est terminée in extremis le 14 juin 1967, la veille de la sortie du film.

## Thèmes et style
Comme beaucoup de films de yakuza contemporains, La Marque du tueur montre l'influence des films de James Bond et du film noir,, bien que la base de genre conventionnelle du film soit combinée avec la satire, l'esthétique du kabuki et le pop art. Il est à mettre à part de ses pairs et des films précédents de Seijun Suzuki, du fait de ses sensibilités gothiques, de sa bande-son atonale inhabituelle et de ce que l'artiste et universitaire Philip Brophy appelle une « altérité accrue ». Le résultat est tour à tour jugé surréaliste, absurde, avant-gardiste et inclus dans le mouvement de la  Nouvelle vague japonaise, mais pas par intention déclarée de son réalisateur. Suzuki a utilisé une grande variété de techniques et affirmera que son objectif unique était de rendre le film aussi divertissant que possible.
Les conventions de genre sont détournées tout au long du film. Dans le polar américain, les héros ou les anti-héros s'efforcent généralement d'être les meilleurs dans leur domaine. Ici, le processus est formalisé dans un système de classement qui obsède ses participants. La femme fatale, incontournable du film noir, Misako, ne se contente pas d'attirer le protagoniste et de lui apporter sa menace de mort, mais l'obsède et est obsédée par tout ce qui concerne la mort elle-même. Elle essaie de le tuer, veut se suicider et s'entoure de choses mortes,. La libido d'Hanada est aussi présente que celle des protagonistes de films similaires de l'époque, comme James Bond, bien que perversement exagéré. Le critique Rumsey Taylor compare le fétichisme de l'odeur du riz bouilli de Hanada à la commande de martini « au shaker, pas à la cuillère » de Bond. Le film s'écarte également du scénario habituel du tueur à gages pour aborder des sous-genres aussi variés que la romance psychosexuelle, le thriller gothique américain et le slapstick,.
L'industrie cinématographique est également un sujet de satire. Par exemple, la censure japonaise obligeait à masquer des sections interdites. Ici, Suzuki masque de manière préventive ses propres compositions mais les anime et les incorpore dans la conception du film. Dans l'histoire, après qu'Hanada ait découvert qu'il est incapable de tuer Misako, il erre dans les rues dans un état de confusion. L'écran est alors obscurci par des images animées accompagnées de sons qui leur sont associés. Ces effets contribuent à la conception visuelle et sonore éclectique tout en signifiant son amour obsessionnel. L'auteur Stephen Teo propose l'hypothèse que la relation antagoniste entre Hanada et Numéro 1 peut être analogue à la relation de Suzuki avec le président du studio Kyūsaku Hori. Il compare les antagonistes de Hanada à ceux qui ont fait pression sur Suzuki pour qu'il tempère son style au cours des deux années précédentes. Teo cite le fait que Numéro 1 dort les yeux ouverts et urine là où il est assis, ce que le personnage explique comme des techniques à maîtriser pour devenir un « professionnel de haut niveau ».
Le film est tourné en noir et blanc et en Nikkatsuscope (synonyme de CinemaScope avec un format d'image de 2.35:1). À cause de ce cadre large, faire déplacer un personnage vers l'avant ne produit pas l'effet dynamique souhaité par Suzuki. Pour contrer cela, il s'appuie sur les projecteurs et les images en clair-obscur pour créer de l'excitation et du suspense. Le cadrage conventionnel et la grammaire cinématographique sont ignorés au profit de l'inspiration spontanée. Lors du montage, Suzuki abandonne fréquemment la continuité, privilégiant les sauts abstraits dans le temps et l'espace car il trouve que cela rend le film plus intéressant. Le critique David Chute suggère que la stylistique de Suzuki s'est intensifiée, tout en restant en apparente convenance avec les exigences du studio auxquelles il se conforme.

## Accueil
La Marque du tueur sort dans les salles japonaises le 15 juin 1967 en double programme avec Hana o kū mushi de Shōgorō Nishimura. Les films sont des échecs financiers et le premier est étrillé par la critique. Le magazine Kinema Junpō écrit que les films « ont attiré moins de 2 000 spectateurs à Asakusa et Shinjuku et environ 500 à Yūrakuchō le deuxième jour ». Shishido et Yamatoya raconteront plus tard avoir vu La Marque du tueur dans des salles pratiquement vides, ce dernier lors du premier jour d'exploitation,. Iijima Kōichi, critique au journal Eiga Geijutsu, écrit que la « femme achète un manteau de vison et ne pense qu'à avoir des relations sexuelles. L'homme veut tuer et est nostalgique de l'odeur du riz bouilli. Nous ne pouvons qu'être confus. Nous n'allons pas au cinéma pour être perplexe ». La Nikkatsu est critiquée pour s'être adressé à un public de jeunes rebelles, une spécialité de Suzuki, dont les films devenaient de plus en plus anarchiques au cours des années 1960. Cela lui a valu un large public, mais lui a également attiré l'ire du chef de studio, Kyūsaku Hori,. Le 25 avril 1968, Suzuki reçoit l'appel d'un secrétaire l'informant qu'il ne recevra pas son salaire ce mois-là. Deux amis de Suzuki rencontrent Hori le lendemain et s'entendent dire que « les films de Suzuki sont incompréhensibles, qu'ils ne rapportent pas d'argent et que Suzuki peut aussi bien abandonner sa carrière de réalisateur car il ne fera de films pour aucune autre entreprise ».
« Suzuki fait des films incompréhensibles.
Il ne suit pas les ordres de l'entreprise.
Ses films ne sont pas rentables et coûtent 60 millions de yens chacun.
Suzuki ne peut plus faire de films nulle part. Il devrait arrêter.
Il devrait ouvrir un restaurant de nouilles ou quelque chose comme ça ».
Une société cinématographique étudiante dirigée par Kazuko Kawakita, le Cineclub Study Group, prévoit d'inclure La Marque du tueur dans une rétrospective des œuvres de Suzuki, mais Hori refuse et retire tous ses films de la circulation. Avec le soutien du Cineclub, de groupes d'étudiants similaires, de collègues cinéastes et du grand public, qui comprend le piquet de grève des bureaux de Hibiya de la société et la formation du Comité de lutte mixte Seijun Suzuki,, Suzuki attaque la Nikkatsu en justice pour licenciement abusif. Au cours du procès qui dure trois ans et demi, les circonstances de réalisation du film et du licenciement de Suzuki sont révélées. Il avait servi de bouc émissaire aux difficultés financières extrêmes de l'entreprise et devait servir d'exemple au début d'une tentative de restructuration. Une transaction juridique est conclue le 24 décembre 1971, d'un montant d'un million de yens, une fraction de sa demande initiale, ainsi que des excuses publiques de Hori. Dans un accord séparé, La Marque du tueur et son film précédent, Élégie de la violence, sont donnés au Centre cinématographique du musée national d'Art moderne de Tokyo. Les événements ont fait de Suzuki une légende et ont secoué le monde du cinéma,. La Marque du tueur, ainsi que certains de ses films, sont projetés dans « des salles pleines où le public applaudit vivement » lors de rétrospectives nocturnes à Tokyo et dans les environs. Suzuki est cependant placé sur liste noire par les grands studios et ne fait plus de nouveau long métrage pendant 10 ans jusqu'à Histoire de mélancolie et de tristesse (en) (1977). Entre-temps, il subsiste en tournant des publicités et des films de commande pour la télévision, et écrit quelques livres d'essais,
La Marque du tueur atteint un public international dans les années 1980, et est mis en vedette dans divers festivals de films et rétrospectives entièrement ou partiellement consacrés à Suzuki,,, ce qui est suivi par des éditions en DVD à la fin des années 1990. Il acquiert la réputation d'un des films de la Nikkatsu les moins conventionnels et les plus vénérés et devient culte,. Il est vu comme un chef-d'œuvre par plusieurs personnes comme le critique de cinéma Chuck Stephens, le scénariste et musicien Chris D. (en), le compositeur John Zorn, et le réalisateur Quentin Tarantino. L'écrivain et critique Tony Rayns (en) note : « Suzuki se moque de tout, des clichés de la fiction yakuza aux conventions de la censure japonaise dans ce thriller extraordinaire qui rivalise avec La Dame de Shanghai d'Orson Welles dans son érotisme dur, sans parler de ses feux d'artifice visuels ». Des comparaisons sont faites avec les films gonzo à la Sam Fuller ou Jean-Luc Godard, en supposant qu'un « facteur sur la politique et la conscience de soi de Godard, » ne soit pas rare. Dans un article de Rolling Stone de 1992, le réalisateur Jim Jarmusch le recommande en le qualifiant affectueusement de l'« histoire de « tueur à gages » probablement la plus étrange et la plus perverse du cinéma » Jasper Sharp de Midnight Eye écrit : « C'est un film à l'aspect sanglant et merveilleux et sans doute le summum du style étonnamment éclectique du réalisateur ».
Cependant, le fonctionnement de l'intrigue reste insaisissable pour la plupart des spectateurs. Sharp fait une digression : « Pour être honnête, ce n'est pas le film le plus accessible et pour ceux qui ne connaissent pas le style peu orthodoxe et apparemment décousu de Suzuki, il faudra probablement plusieurs visionnages avant que les éléments de l'intrigue ne commencent à émerger ». Comme Zorn l'indique : « L'intrigue et les dispositifs narratifs prennent le pas sur l'humeur, la musique et la sensualité des images visuelles ». Donald Richie, historien du cinéma japonais, résume le film ainsi : « Une approche inventive et finalement anarchique des thrillers de gangsters. Le scénario patauge à mi-chemin et Suzuki tend vers l'étrange pour son plus grand bien ». David Chute concède en qualifiant le film d'incompréhensible que « si vous considérez le film à tête froide, il est difficile de nier que les patrons avaient raison ». Rayns commente : « Peut-être que la rupture avec la Nikkatsu était inévitable. Il est difficile de voir comment Suzuki aurait pu aller plus loin dans le genre que cela ».
Après une autre interruption de 10 ans, Suzuki et la Nikkatsu se retrouvent lors de la rétrospective Style to Kill en avril 2001 au Théâtre Shinjuku à Tokyo. Elle réunit 28 films de Suzuki, dont La Marque du tueur,. Suzuki apparaît à l'ouverture de gala avec l'actrice Annu Mari (en). Joe Shishido est présent pour une séance de discussion lors d'une projection de quatre films durant la nuit. Un répertoire visuel d'accompagnement de La Marque du tueur est publié. L'année suivante, la société Tanomi produit la figurine articulée Joe the Ace en édition limitée à l'échelle 1/6 basé sur le personnage de Shishido dans le film, avec un cuiseur de riz miniature. En 2006, la Nikkatsu célèbre le 50e anniversaire des débuts de réalisateur de Suzuki en organisant la rétrospective Seijun Suzuki 48 Film Challenge lors du 19e Festival international du film de Tokyo. Elle présente tous ses films, et lui et Mari sont de nouveau présents,,.

## Postérité
La Marque du tueur est l'un des films les plus influents de Seijun Suzuki et est reconnu comme une source d'inspiration par des réalisateurs de renommée internationale tels que John Woo, Park Chan-wook, Jim Jarmusch ou Quentin Tarantino. Jarmusch le cite  comme son film de tueur à gages préféré, aux côtés du Samouraï (également sorti en 1967), et remercie Suzuki dans le générique de son propre film similaire, Ghost Dog : La Voie du samouraï (1999). Plus précisément, Jarmusch insiste sur une scène dans laquelle le protagoniste tue une cible en tirant dans une canalisation depuis un sous-sol. Il est allé jusqu'à projeter le film devant Suzuki lorsqu'il l'a rencontré à Tokyo,. Les critiques ont noté l'influence de La Marque du tueur dans certains films de Wong Kar-wai, comme Les Anges déchus (1995), ainsi que dans Fulltime Killer (2001) de Johnnie To. Cependant, La Marque du tueur est surtout influent dans son Japon natal. La prémisse du film, dans laquelle des tueurs à gages s'entretuent pour le rang de Numéro 1, est reprise dans des films tels que Getting Any? (1995) de Takeshi Kitano ou Postman Blues (en) (1997) de Sabu, qui met en scène un personnage de tueur à gages nommé Joe. La Marque du tueur joue un rôle dans le développement de la longue franchise Lupin III. Il a également un impact profond, à travers le licenciement de Suzuki et le soulèvement étudiant qui en a résulté, dans les débuts de certains mouvements cinématographiques, généralement des films  underground ou antisystèmes qui se concentrent sur des questions importantes pour le public, par opposition aux films de genre normalisés.

### Films associés
Avant la sortie de La Marque du tueur, Suzuki et les autres membres du collectif Hachirō Guru (ja) commencent à développer une suite indépendante du film, provisoirement intitulée La Marque du tueur - La Suite (続・殺しの烙印, Zoku koroshi no rakuin). L'histoire aurait tournée autour de Noda (devant être joué par Shishido), un membre non classé de la guilde des tueurs à gages à laquelle appartient Hanada, chargé par une femme nommée Ruiko de tuer son mari, un tueur anciennement classé qui a déshonoré l'organisation. Noda aurait vite découvert que lui et le mari de Ruiko partagent des méthodes similaires pour tuer, car les deux laissent des sourires étranges sur le visage de leurs victimes mortes. Selon Yamatoya, La Marque du tueur - La Suite aurait « renforcé » les qualités surréalistes du film original et donné un sens au titre du film (les sourires des victimes de Noda étant sa « marque »). Le dénouement du film aurait eu lieu sur une île abandonnée avec une fusillade contre un ordinateur. Un scénario complet de cette suite n'est jamais écrit en raison de l'échec initial du film original.
En 1973, la Nikkatsu sort Le Piège de la luxure (ja), décrit comme une « réinvention en roman porno » de La Marque du tueur, car les deux films racontent l'histoire d'un tueur à gages forcé de se cacher après avoir raté une mission. Réalisé par Yamatoya à partir d'un scénario de Yōzō Tanaka, membre de Hachirō Guru, le film est produit indépendamment de la Nikkatsu (contrairement à d'autres romans porno) par Genjirō Arato, qui joue également le rôle principal de Hoshi et produira plus tard les trois films de la trilogie Taishō de Suzuki, Mélodie tzigane (1980), Brumes de chaleur (1981) et Yumeji (en) (1991). Sharp décrit Le Piège de la luxure comme un « brillant témoignage du fait que, plutôt qu'une simple exploitation bon marché, le genre de film pour adultes était considéré comme libérateur, audacieux et anti-autoritaire, et que des choses intéressantes et intelligentes pouvaient être réalisées avec ça ». Il note également son itération du système gumi de l'industrie cinématographique japonaise (dans lequel un réalisateur travaille fréquemment avec le même groupe de collaborateurs), car le film est réalisé par les collègues récurrents de Suzuki et porte donc des éléments du style de Suzuki malgré sa non implication.
En 2001, trente-quatre ans après la sortie originale de La Marque du tueur, Suzuki réalise Pistol Opera, une suite libre coproduite par la Shōchiku et tournée au studio Nikkatsu. Le personnage de Gorō Hanada revient comme mentor du nouveau Numéro 3, joué par Makiko Esumi (en). Cependant, Joe Shishido est remplacé par Mikijirō Hira dans le rôle de Hanada. Suzuki déclare que l'intention initiale était que Shishido joue à nouveau le personnage, mais que le producteur du film, Satoru Ogura, voulait Hira pour le rôle. Les critiques sont pour la plupart positives, à égalité avec son prédécesseur. Jonathan Rosenbaum suppose : « Puis-je considérer qu'un film est un chef-d'œuvre sans être sûr de le comprendre ? Je pense que oui... ». Bien que certains, comme Elvis Mitchell de Village Voice, aient estimé qu'il était légèrement inférieur à l'original.

## Home video
La Marque du tueur sort en VHS au Japon une première fois le 10 février 1987, puis une seconde le 10 juin 1994. Les deux versions censurent la nudité avec des barres noires sur la moitié du cadre pendant les scènes concernées. La première sortie non censurée depuis l'exploitation en salles du film est en DVD le 26 octobre 2001. Il comprend une interview de Seijun Suzuki, deux avec Joe Shishido, une galerie de photos d'Annu Mari et les bandes-annonces originales de 1967 ainsi que plusieurs autres films de Suzuki. La sortie est l'une des trois qui a lieu durant la rétrospective Style to Kill. Parallèlement au 50e anniversaire des débuts de réalisateur de Suzuki, le film est inclus dans le premier des deux coffrets DVD de six films qui sort le 1er octobre 2006. Les six titres comprennent des commentaires audio de Suzuki et divers collaborateurs, dont Annu Mari et l'assistant réalisateur Masami Kuzū sur La Marque du titre.
La première copie nord-américaine sort au début des années 1990 chez Kim's Video (en) à New York dans une série de vidéos intitulée Dark of the Sun et consacrée aux films asiatiques peu connus, rassemblés par John Zorn, quoique sans sous-titres anglais. The Criterion Collection sort le film aux États-Unis et au Canada sur LaserDisc en 1998, suivi d'un DVD le 23 février 1999, tous deux contenant une interview de 15 minutes de Suzuki, une galerie d'affiches de films avec Shishido et des notes d'accompagnement de Zorn. Home Vision Cinema sort une version VHS le 16 juin 2000. Les deux sociétés sortent conjointement Le Vagabond de Tokyo dans les trois formats en plus d'une collection VHS regroupant les deux films. Au Royaume-Uni, Second Sight Films sort un DVD le 25 février 2002 et une VHS le 11 mars 2002. Yume Pictures sort un nouveau DVD le 26 février 2007, dans le cadre de sa collection Suzuki, avec une interview de 36 minutes du réalisateur, des bandes-annonces et des notes d'accompagnement de Tony Rayns. Le label Eastern Eye (en) de Madman Entertainment sort le film sur DVD en Australie et en Nouvelle-Zélande le 2 mai 2007. Il contient également la bande-annonce originale, une galerie de photos et des notes d'accompagnement.
Criterion sort La Marque du tueur en Blu-ray le 13 décembre 2011. Cette version comprend une interview de 1997 de Suzuki et des interviews réalisées spécifiquement pour le Blu-ray de Suzuki, Kuzū et Shishido. Arrow Video (en) sort le film au Royaume-Uni dans un ensemble Blu-ray/DVD le 18 août 2014. Il comprend une interview de Suzuki, une interview de Shishido menée par l'écrivain Kōshi Ueno et Le Piège de la luxure.

## Musique
Quarante ans après la sortie originale du film, le 23 février 2007, le label japonais Think publie la bande originale sur CD à travers sa série Cine Jazz qui se concentre sur les films d'action de la Nikkatsu des années 1960. La musique est choisie à partir de la partition de Naozumi Yamamoto. Atsushi Yamatoya est l'auteur des paroles de Killing Blues. Les listes 27 à 29 sont des pistes de karaoké bonus,.

### Pistes
| N°  | Traduction                                      | Titre japonais                                     | Romanisation                                        |
| --- | ----------------------------------------------- | -------------------------------------------------- | --------------------------------------------------- |
| 1.  | Killing Blues (thème principal)                 | 殺しのブルース （主題歌）                          | Koroshi no burūsu (shudaika)                        |
| 2.  | Scotch and Hardboiled Rice pt1                  | スコッチとハードボイルド米pt1                      | Sukocchi to hādoboirudo kome pāto wan               |
| 3.  | Scotch and Hardboiled Rice pt2                  | スコッチとハードボイルド米pt2                      | Sukocchi to hādoboirudo kome pāto tsū               |
| 4.  | A Corpse in the Backseat                        | 死体バックシート                                   | Shitai bakkushīto                                   |
| 5.  | The Hanada Bop                                  | ハナダ・バップ                                     | Hanada bappu                                        |
| 6.  | Flame On pt1                                    | フレーム・オンpt1                                  | Fureimu on pāto wan                                 |
| 7.  | Flame On pt2                                    | フレーム・オンpt2                                  | Fureimu on pāto tsū                                 |
| 8.  | Manhater pt1                                    | 男嫌いpt1                                          | Otokogirai pāto wan                                 |
| 9.  | Manhater pt2                                    | 男嫌いpt2                                          | Otokogirai pāto tsū                                 |
| 10. | Washing the Rice                                | 米を研げ                                           | Kome o toge                                         |
| 11. | The Devil's Job                                 | 悪魔の仕事                                         | Akuma no shigoto                                    |
| 12. | Beastly Lovers                                  | 野獣同士 （けだものどうし）                        | Kedamono dōshi                                      |
| 13. | The Butterfly's Stinger pt1                     | 蝶の毒針pt1                                        | Chō no dokushin pāto wan                            |
| 14. | The Butterfly's Stinger pt2                     | 蝶の毒針pt2                                        | Chō no dokushin pāto tsū                            |
| 15. | Hanada's Barb pt1                               | ハナダの針pt1                                      | Hanada no hari pāto wan                             |
| 16. | Hanada's Barb pt2                               | ハナダの針pt2                                      | Hanada no hari pāto tsū                             |
| 17. | The Goodbye Look                                | サヨナラの外観                                     | Sayonara no gaikan                                  |
| 18. | Napoleon Brandy                                 | ナポレオンのブランデー                             | Naporeon no burandē                                 |
| 19. | Killing Blues (version humming)                 | 殺しのブルース （version humming）                 | Koroshi no burūsu (hamingu bājon)                   |
| 20. | Breakwater Shootout                             | 防波堤の撃合い                                     | Bōhatei no uchiai                                   |
| 21. | Killer's Bossa Nova                             | 殺し屋のボサノバ                                   | Koroshiya no bosa noba                              |
| 22. | Something's Up                                  | 何かが起る                                         | Nanika ga koru                                      |
| 23. | Beasts Are as Beasts                            | 獣は獣のように                                     | Kedamono wa kedamono no yō ni                       |
| 24. | Number One's Cry                                | ナンバーワンの叫び                                 | Nanbā Wan no sakebi                                 |
| 25. | The Tape Recorder Has the Track of Destiny      | テープレコーダーは運命の轍                         | Teipu rekōdā wa unmei no wadachi                    |
| 26. | Killing Blues (thème de fin) (Atsushi Yamatoya) | 殺しのブルース （エンディングテーマ） （大和屋竺） | Koroshi no burūsu (endingu tēma) (Yamatoya Atsushi) |
| 27. | Title (karaoké)                                 | タイトル （カラオケ vers.）                        | Taitoru (karaoke bājon)                             |
| 28. | Ending (karaoké)                                | エンディング （カラオケ vers.）                    | Endingu (karaoke bājon)                             |
| 29. | Title (instrumental)                            | タイトル （セリフなし vers.）                      | Taitoru (serifu nashi bājon)                        |